# آلیلا
آلیلا (انگلیسی: Alila) شرکت مهمان‌نوازی سنگاپوری است، که در سال ۲۰۰۱ تأسیس شد.